# Denika Kassim
Denika Kassim, född 8 augusti 1997, är en friidrottare från Komorerna. Hon deltog vid olympiska sommarspelen 2016.